# Szabolcs (nome)
Szabolcs  è un nome proprio di persona ungherese maschile.

## Origine e diffusione
Antico nome ungherese, venne portato ai tempi di Árpád da un capo magiaro, Szabolcs, nipote dello stesso Árpád, ed è oggi il nome dell'antico comitato ungherese di Szabolcs.
L'etimologia è ignota; potrebbe derivare da un termine slavo indicante la martora.

## Onomastico
Non esistono santi che portano questo nome, che quindi è adespota, quindi l'onomastico può essere festeggiato in occasione di Ognissanti, il 1º novembre. In Ungheria un onomastico laico è fissato al 28 luglio.

## Persone

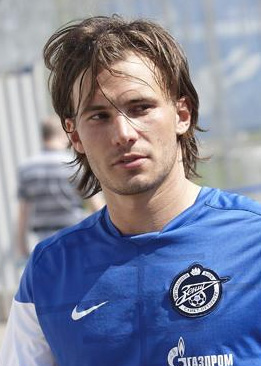
Szabolcs Huszti

- Szabolcs d'Ungheria, condottiero e capo ungaro
- Szabolcs Huszti, calciatore ungherese
- Szabolcs Mészáros, astronomo ungherese
- Szabolcs Sáfár, calciatore ungherese
- Szabolcs Varga, calciatore ungherese

## Il nome nelle arti
- Szabolcs è il protagonista del film del 2014 Viharsarok, diretto da Ádám Császi.